# 愚溪道一
愚溪（1951年—），本名洪慶祐，臺灣詩人，彰化縣芳苑鄉人。
愚溪於2013年3月1日在花蓮出家，法號道一，現為花蓮和南寺大方丈。
2014年獲頒南印度坦米爾那都省政府文學獎項「2014年提魯瓦魯瓦獎」，為獲此殊榮首位外國人。坦省政府將在台灣花蓮豎立詩聖「提魯瓦魯瓦」銅像，推動文學交流。
坦米爾語（Tamil）詩人「提魯瓦魯瓦」在坦米爾人社群具詩聖地位。他所著詩集《蒂魯古拉爾》（Thirukkural，坦米爾語意為優美的對句）是印度古典文學中最具代表性作品之一，2010年由愚溪道一翻譯成中文。